# Српска партија социјалиста
Српска партија социјалиста била је политичка партија из Републике Српске Крајине, која је у ствари била огранак Социјалистичке партије Србије. Представник партије Милан Мартић се кандидовао за предсједника Српске Крајине на изборима 1993. године, за шта је добио значајну финансијску подршку од Владе Србије. У другом кругу избора 1994. године, изабран је за предсједникa и на тој позицији је остао све до пада Крајине 1995. године.